# Sân bay Almería
Sân bay Almería (IATA: LEI, ICAO: LEAM) là một sân bay nằm 10 km về phía đông của thành phố cùng tên ở đông nam Tây Ban Nha, tỉnh Almería. Đây là một sân bay quốc tế, sân bay quan trọng thứ 2 về mặt vận chuyển du khách nước ngoài ở Andalucia.
Sân bay này có 1 đường băng dài 3200 m bề mặt nhựa đường.

## Các hãng hàng không và các tuyến điểm
- easyJet (London-Gatwick, London-Stansted)
- Iberia do Air Nostrum cung ứng (Barcelona, Madrid, Melilla)
- Jetairfly (Brussels)
- Jet2.com (Leeds/Bradford, Newcastle)
- Ryanair (Dublin, London-Stansted)
- Thomas Cook Airlines (London-Gatwick, Manchester)
- transavia.com (Amsterdam)